# Ludwig Wahrmund
Ludwig Wahrmund (* 21. August 1860 in Wien; † 10. September 1932 in Prag) war ein österreichischer Jurist.

## Leben
Ludwig Wahrmund war der Sohn des Schriftstellers Adolf Wahrmund. Er verbrachte seine Schul- und Studienzeit in Wien. Dort promovierte und habilitierte er sich auch. Anschließend nahm er einen Ruf an die Universität Czernowitz an und lehrte dort als Jurist bis 1897. In diesem Jahr wurde er an die Universität Innsbruck berufen.  Aufgrund seines Modernismus und seiner prononciert antikatholischen Haltung geriet Wahrmund in Konflikt mit kirchlichen, später auch staatlichen Stellen. Seine politische Einstellung, gerade in den Themenbereichen der Ehe- und Schulpolitik, hatte sogar parlamentarische Diskussionen und Auseinandersetzungen zur Folge. Als Wahrmund 1908 seinen Vortrag Katholische Weltanschauung und freie Wissenschaft veröffentlichte, resultierte daraus die „Wahrmund-Affäre“, die über internationale Presseberichte, Parlamentsdebatten, Studentenunruhen und die zeitweilige Einstellung des Lehrbetriebs in Innsbruck zur Versetzung Wahrmunds an die deutsche Universität Prag führte.

## Kritik
Einer der schärfsten Kritiker Wahrmunds war der Krakauer Historiker Stanislaw von Smolka, ein Schüler von Georg Waitz. Smolka urteilte über Wahrmunds Broschüre Ultramontan (1908): „Man findet in ihr keinen einzigen originellen Gedanken, es sind nur Wiederholungen längst abgedroschener und von vielen Seiten widerlegter Angriffe gegen die Kirche und das Papsttum.“ Die Broschüre sei „ein eklatanter und sozialer wissenschaftlicher Skandal“, sie verdiene keineswegs „den Schutz der Wissenschaft und ihrer Vertreter“. Und weiter: „Wahrmund hat sich durch sein Pamphlet ipso facto aus der katholischen Kirche ausgeschlossen. Hat er sich nicht vielleicht auch damit aus der Gemeinschaft der Gelehrtenwelt ausgeschlossen?“ Auch die Protestanten Josef Redlich und Victor Naumann sprachen Wahrmund die Wissenschaftlichkeit ab.

## Werke
- QGKanProz=Quellen zur Geschichte des römisch-kanonischen Prozesses im Mittelalter, bearb. v. Ludwig Wahrmund, Innsbruck 1905–1931
- Bilder aus dem Leben der katholischen Kirche (1821–1928)
- Katholische Weltanschauung und freie Wissenschaft (1908)
- Das Kirchenpatronatsrecht und seine Entwicklung in Österreich (1894–1896)
- Ultramontan (1908)